# På bar gärning
In flagrante delicto eller ibland bara in flagrante är latin och betyder på bar gärning. Det är när man tar någon just när personen i fråga håller på att utföra en handling.
Ett liknande begrepp är färsk gärning, vilket är strax efter att personen utför handlingen. På färsk gärning får man ta tillbaka föremål som stulits från en, vilket kallas laga självtäkt. 